# Canton de Laventie
Le canton de Laventie est une ancienne division administrative française qui était située dans le département du Pas-de-Calais et l'ancienne région Nord-Pas-de-Calais.

## Géographie

Le canton de Laventie dans l'arrondissement de Béthune

Ce canton est organisé autour de Laventie dans l'arrondissement de Béthune. Son altitude varie de 13 m (Lestrem) à 26 m (Lorgies) pour une altitude moyenne de 18 m.

## Histoire
- De 1833 à 1840, les cantons (administratifs) de Laventie et de Lillers formaient une seule circonscription électorale pour l'élection du même conseiller général. Le nombre de conseillers généraux était limité à 30 par département[1].
- De 1840 à 1848, les cantons (administratifs) de Cambrin et de Laventie formaient une seule circonscription électorale pour l'élection du même conseiller général. Le nombre de conseillers généraux était limité à 30 par département[2].
- À partir de 1848, chaque canton élit son propre conseiller général.
- Le canton de Laventie disparaît lors des élections départementales de mars 2015 qui ont suivi le redécoupage cantonal de 2014 consécutif à la réforme des conseils généraux en conseils départementaux réduisant drastiquement le nombre de cantons électoraux (pour établir par la loi la parité des élus hommes et femmes) et à l'abandon des nouveaux cantons en tant que subdivisions administratives des arrondissements départementaux.

## Représentation

### conseillers généraux de 1833 à 2015
| Période | Période      | Identité                                    | Étiquette              | Qualité |
| ------- | ------------ | ------------------------------------------- | ---------------------- | --- |
| 1833    | 1840         | Pierre Macquart (1778-1855)                 |                        | Entomologiste Maire de Lestrem Ancien officier de la Garde nationale de Lille                                                              |
| 1840    | 1848         | Germain Delebecque                          | Majorité ministérielle | Maître des requêtes, directeur au Ministère de l'Instruction publique Professeur à Saint-Omer puis à Paris Député (1834-1848 et 1860-1870) |
| 1848    | 1867         | Louis Béghin                                |                        | Négociant en vins, maire de Laventie (1842-1867)                                                                                           |
| 1867    | 1895         | Philippe Lebleu                             | Droite                 | Brasseur, maire de Sailly-sur-la-Lys |
| 1895    | 1919         | Philippe-Charles Lebleu (fils du précédent) | Républicain            | Propriétaire à Sailly-sur-la-Lys (1895-?)                                                                                                  |
| 1919    | 1940         | Louis Couhé                                 | RG                     | Directeur honoraire au Ministère de l'Air Député (1924-1928) Président du Conseil Général (1937-1940)                                      |
|         |              |                                             |                        | |
| 1945    | 1976         | Désiré Fénart                               | MRP puis CD            | Agriculteur Maire de Laventie (1945-1977)                                                                                                  |
| 1976    | 1982         | Louis Foulon                                | PS                     | Médecin Maire de Lestrem |
| 1982    | 1993 (décès) | Henri Puchois                               | DVD                    | Prothésiste dentaire Maire de Laventie (1977-1993)                                                                                         |
| 1993    | 2015         | Roger Douez                                 | DVD puis UDF puis UMP  | Instituteur retraité Maire de Laventie (1993-2014)                                                                                         |

## Conseillers d'arrondissement (de 1833 à 1940)
| Période | Période      | Identité                              | Étiquette   | Qualité |
| ------- | ------------ | ------------------------------------- | ----------- | --- |
| 1833    | 1847 (décès) | Philippe Alexandre Lebleu (1797-1847) |             | Brasseur à Sailly-sur-la-Lys                                                                                |
| 1848    |              | M. Douay                              |             | Notaire à Laventie                                                                                          |
|         |              |                                       |             | |
| av.1881 | 1894 (décès) | Henri Louis Alexandre Bavière         |             | Maire de Laventie, suppléant du juge de paix                                                                |
| 1894    | 1919         | Louis Dumont                          | Libéral     | Maire de Laventie                                                                                           |
| 1919    | 1928         | Alfred Duquesne                       | Républicain | Notaire honoraire, maire de Laventie                                                                        |
| 1928    | 1940         | Noël Feutrie (1884-1954)              | FR          | Docteur en médecine, Fleurbaix                                                                              |
| 1940    |              |                                       |             | Les conseils d'arrondissement ont été suspendus par la loi du 12 octobre 1940 et n'ont jamais été réactivés |

## Composition
Le canton de Laventie groupait 6 communes et comptait 16 765 habitants (total de la population municipale sans doubles comptes de 2012 déterminée légalement sur la base du dernier recensement général de 1999 et les derniers recensements partiels validés en 2012).
| Communes          | Population (2012) | Code postal | Code Insee |
| ----------------- | ----------------- | ----------- | ---------- |
| Fleurbaix         | 2 480             | 62840       | 62338      |
| Laventie          | 4 383             | 62840       | 62491      |
| Lestrem           | 3 789             | 62136       | 62502      |
| Lorgies           | 1 174             | 62840       | 62529      |
| Neuve-Chapelle    | 958               | 62840       | 62606      |
| Sailly-sur-la-Lys | 3 981             | 62840       | 62736      |

## Démographie
| 1962   | 1968   | 1975   | 1982   | 1990   | 1999   | 2009 |
| ------ | ------ | ------ | ------ | ------ | ------ | ---- |
| 10 014 | 10 272 | 10 624 | 12 841 | 16 279 | 16 765 | -    |